# Антония Младшая
Анто́ния Мла́дшая (лат. Antonia Minor; родилась 31 января 36 года до н. э., Афины, провинция Ахайя, Римская республика — умерла осенью 37 года, Рим, Римская империя) — римская матрона, дочь Марка Антония, племянница Августа, мать Германика и императора Клавдия.

## Происхождение
Антония родилась 31 января 36 года до н. э. в Афинах. Отца своего она никогда не видела, поскольку ещё до её рождения Марк Антоний уехал в Египет к Клеопатре. В том же году Октавиан вернул Октавию Младшую, свою сестру и жену Марка Антония, в Рим, где принял её с детьми.
Около 32 года до н. э. Марк Антоний развёлся с Октавией, а в 30 году покончил жизнь самоубийством. Антония жила в Риме и воспитывалась матерью, Октавианом Августом и его женой, Ливией Друзиллой.
Согласно указу Октавиана, Антония унаследовала часть земель, принадлежавших Марку Антонию — в Италии, Греции и Египте. Уже в детском возрасте у неё было большое количество клиентов из тех краёв, а повзрослев она стала одной из богатейших и влиятельнейших женщин Рима.

## Брак
Влиятельности ей добавил её брак с младшим сыном Ливии Друзиллы от первого брака, Друзом Старшим, одним из вероятных наследников Августа. Они поженились в 16 г. до н. э., когда Антонии было 20 лет, а Друзу 23.
В браке Антония рожает нескольких детей, однако всего трое из них достигают взрослого возраста. Это были Германик, родившийся 24 мая 15 г. до н. э., Ливилла, родившаяся около 13 г. до н. э. и Клавдий, появившийся на свет 1 августа 10 г. до н. э.
Все трое её детей сыграли значительную роль в римской истории. Германик был влиятельным и удачливым полководцем, Ливилла была одной из самых заметных фигур в заговоре Сеяна против Тиберия, а Клавдий стал императором.

## Антония в истории

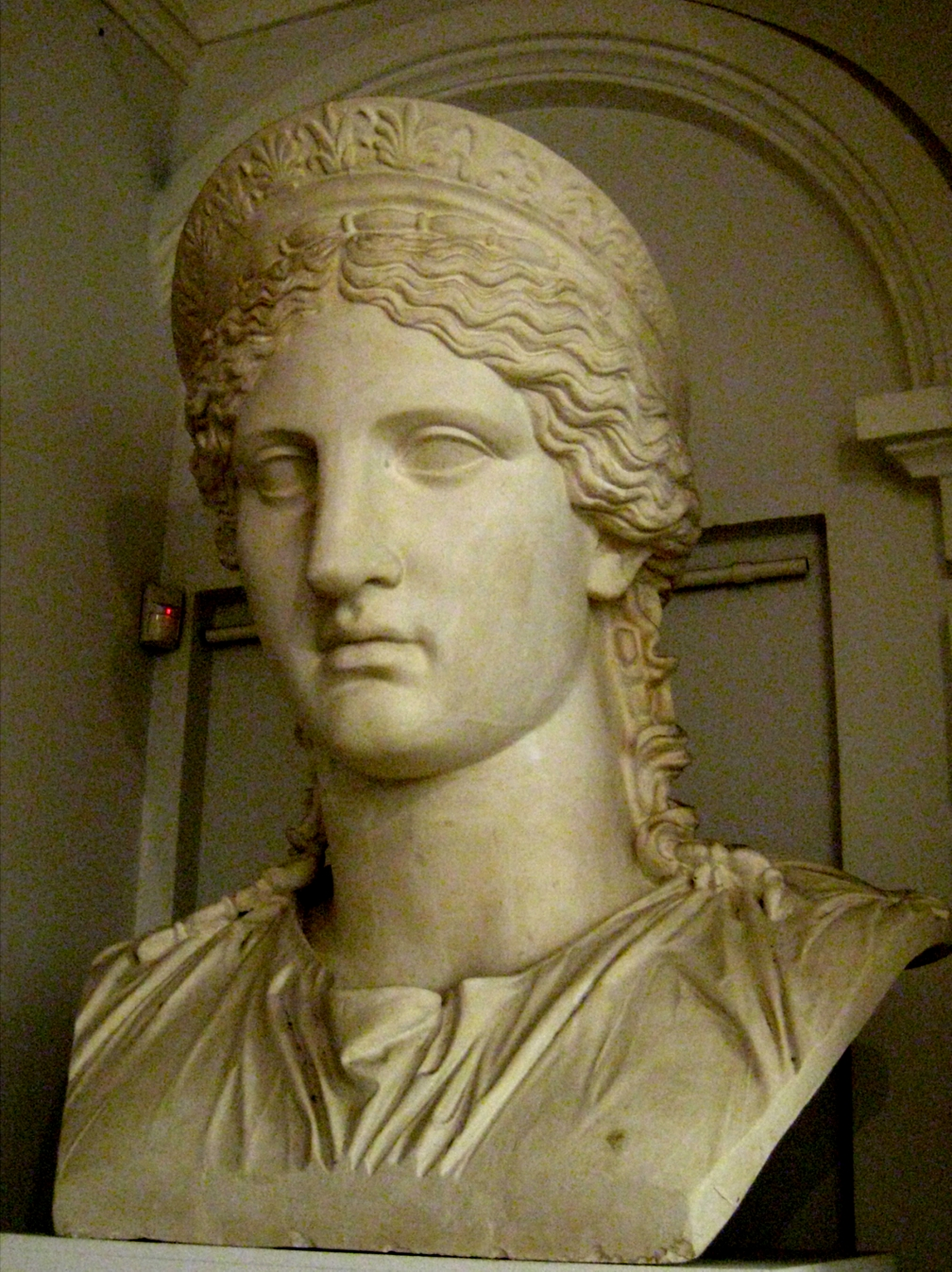
Голова Антонии в образе Юноны. Рим, I век

Муж Антонии скончался в 9 г. до н. э. Однако к тому моменту первых успехов добился её сын, Германик. В 4 г. до н. э., по настоянию Августа, Германик был усыновлен Тиберием, официальным соправителем и наследником принцепса. К 9 году Германик в должности квестора уже одержал несколько побед в Паннонии. В 12 году Германик становится консулом.
Её дочь, Ливилла, в 1 г. н. э. вышла замуж за сына Марка Випсания Агриппы, Гая Юлия Цезаря Випсаниана, ещё одного вероятного наследника власти Августа. В 4 году н. э. она становится вдовой и её вновь выдают замуж за сына Тиберия, Друза Младшего.
Антония продолжает пользоваться успехом в римском обществе. Среди её друзей много сенаторов. Одним из близких её друзей был консул 15 года Луций Вителлий, отец будущего императора Авла Вителлия.
В 19 году н. э. Германик неожиданно умирает в Антиохии при невыясненных обстоятельствах. Антония не верит в то, что в смерти её сына замешан Тиберий, к тому моменту ставший уже императором, хотя эту версию смерти Германика поддерживает его вдова, Агриппина Старшая.
В 23 году н. э. Ливилла вдовеет второй раз. К тому моменту она становится любовницей Сеяна, префекта претория, который использует её как одну из ключевых фигур в своем заговоре против Тиберия. Однако, в 31 году н. э., Антонии становится известно о заговоре и она, вместе с Невием Макроном, разоблачает заговорщиков перед Тиберием.
18 октября 31 года  н. э. Сеяна казнят, а Ливиллу отправляют в дом её матери. Скорее всего, там она покончила с собой, однако Дион Кассий утверждает, что Антония заперла её в комнате, где она умерла от истощения.
Единственным её живым ребёнком оставался Клавдий, однако Антония не любила его и считала слабоумным. Сохранился её отзыв о нём: «человек, которого природа только начала создавать, но не закончила». Когда же она хотела осмеять кого-то, то отзывалась о человеке так «Он глупее, чем мой Клавдий».

## Антония и Калигула
После смерти Тиберия в марте 37 года н. э., к власти пришёл её внук, сын Германика, Калигула. В знак уважения к своей бабке он специальным декретом даровал ей все почести, которые когда-то были предоставлены жене А́вгуста, Ливии, а также титул Авгу́ста, который она, однако, отвергла.
В первое время своего правления Калигула прислушивался к её советам, но вскоре охладел к ней. Осенью 37 года, согласно Светонию, он отказал ей в личной аудиенции, настаивая на присутствии префекта претория Макрона. От такого унижения она покончила жизнь самоубийством. Впрочем, там же, Светоний высказывает подозрение, что Калигула либо сам дал ей яд, принудив к самоубийству, либо просто отравил её.
Никаких почестей Антонии при похоронах воздано не было. Калигула наблюдал за погребальным костром из окна своей столовой.
После прихода к власти Клавдия в 41 году н. э., ей посмертно был присвоен титул Авгу́ста. День её рождения был объявлен народным праздником, во время которого проводились игры и приносили в жертву животных.